# Pumpkin Pie

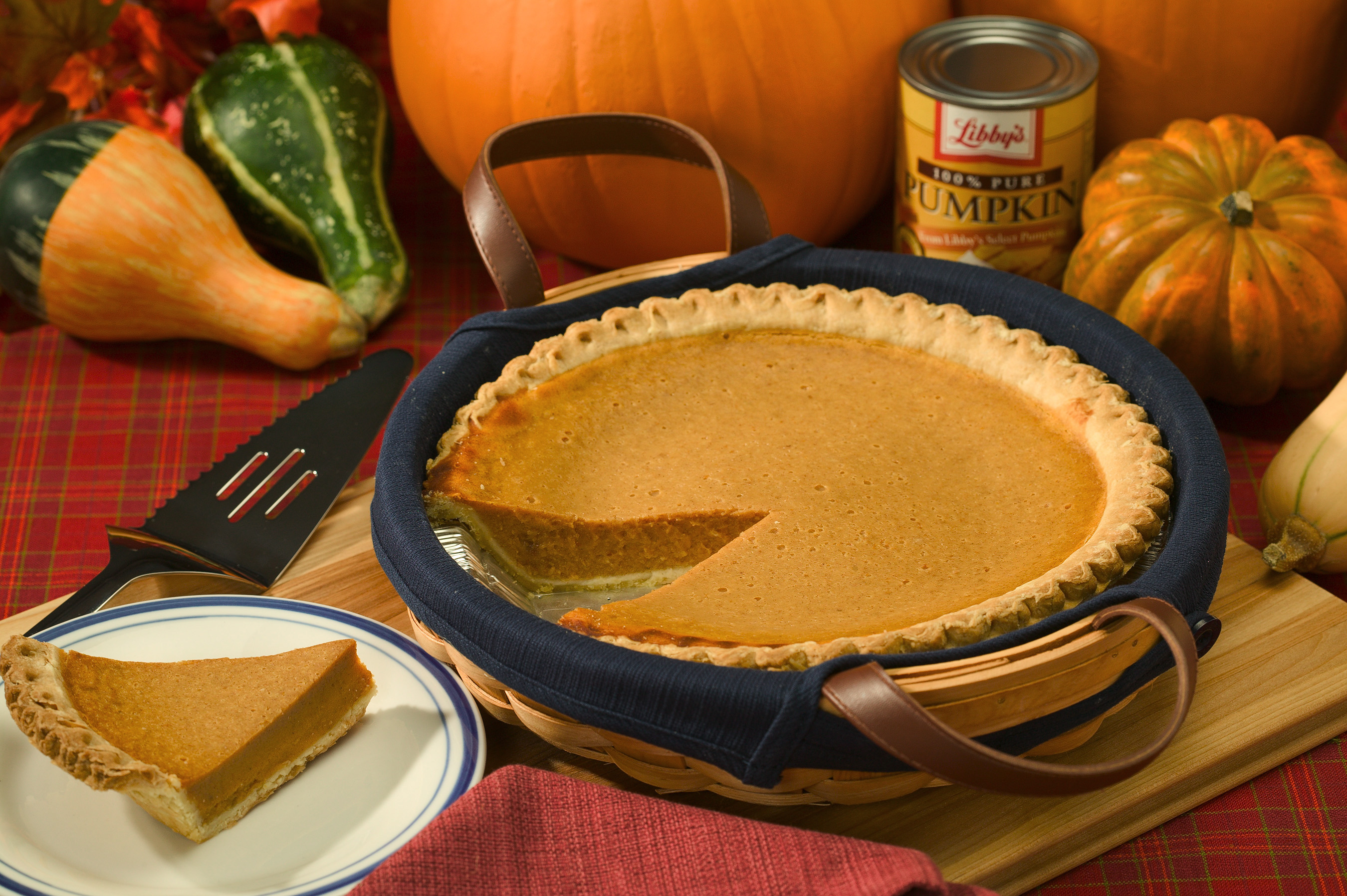
Pumpkin Pie

Pumpkin Pie (Kürbiskuchen) ist ein traditioneller Nachtisch der US-Küche, der besonders gern zu Halloween, Thanksgiving und Weihnachten serviert wird. 
Aus Kürbismus, Ei und gezuckerter Kondensmilch bzw. Sahne wird eine puddingartige Masse hergestellt, die als Füllung des Pie dient. Die Masse wird mit Zimt, Ingwer, Gewürznelke, Muskatnuss und optional auch Kardamom gewürzt und hat einen intensiven Geschmack. Manchmal wird auch fertiges Kürbiskuchengewürz verwendet.
In eine Pie-, Tarte- oder Springform wird ausgerollter Teig gegeben und mit der Kürbismasse gefüllt. Der Teig besteht aus Mehl, Salz, Butter und Wasser. Der Pie wird im Ofen so lange gebacken, dass die Füllung gerade fest ist, sich aber noch keine Kruste gebildet hat. Der abgekühlte Pie wird in der Regel mit gesüßter Schlagsahne serviert. 